# Tropenmedizin
Die Tropenmedizin ist das Fachgebiet der Medizin, das sich mit der Bekämpfung, Vorbeugung und Epidemiologie von Erkrankungen beschäftigt, die ausschließlich oder vorwiegend in tropischen und subtropischen Klimazonen auftreten oder von dort ausgehend weltweit verbreitet werden.

## Zum Fachgebiet
Während die klassische Tropenmedizin als Teilgebiet der Infektiologie nur Infektionskrankheiten umfasst, so wurde das Gebiet der modernen Tropenmedizin auch auf nicht-infektiöse Erkrankungen dieser Klimazonen sowie die besonderen sozialen und ökonomischen Bedingungen der medizinischen Versorgung in tropischen Ländern ausgeweitet; dies gilt gleichermaßen für Erkrankungen bei Menschen und bei Tieren. Der zunehmende Ferntourismus und zusätzliche Migrationen begründen eine besondere Bedeutung der Tropenmedizin bei der Prävention, Erkennung und Behandlung sogenannter importierter Tropenkrankheiten in den außertropischen Ländern. Somit ist die Tropenmedizin auch Teil der Reisemedizin und der staatlichen Seuchenbekämpfung.
Als erster Tropenarzt Basels gilt Samuel Braun, der im 17. Jahrhundert als Schiffsarzt nach Westafrika reiste. Die Tropenmedizin als eigenständiges Fachgebiet entstand erst im letzten Drittel des 19. Jahrhunderts. Obwohl bereits in der Antike und besonders seit dem Zeitalter der Entdeckungen mit seinem Aufstieg der europäischen Seemächte häufig von Erkrankungen berichtet wurde, die nur in warmen Klimazonen auftraten oder von dort nach Europa eingeschleppt wurden, bildete sich kein unabhängiges medizinisches Fachgebiet. Erst das Zusammentreffen von kolonialen Wirtschaftssystemen der Industrialisierung und den wissenschaftlichen Fortschritten auf den Gebieten der medizinischen Mikrobiologie, Bakteriologie und Parasitologie im 19. Jahrhundert führten zur gezielten Erforschung und Spezialisierung. Zu den bekannten Tropenmedizinern des 20. Jahrhunderts zählen Reinhold Ruge und Peter Mühlens. Die Anfänge der deutschen Tropenmedizin sind verknüpft mit der Gründung des Hamburger Instituts für Schiffs- und Tropenkrankheiten.

## Ärztliche Qualifikation
In Deutschland können Fachärztinnen und Fachärzte mit einer Zusatzbezeichnung in einem Gebiet der unmittelbaren Patientenversorgung die Zusatzbezeichnung Tropenmedizin erlangen.

## Tropenmedizinische Institutionen
- Bernhard-Nocht-Institut, Hamburg
- London School of Hygiene & Tropical Medicine, London
- Schweizerisches Tropen- und Public-Health-Institut, Basel
- Institut für Tropenmedizin Tübingen
- Deutsche Gesellschaft für Tropenmedizin, Reisemedizin und Globale Gesundheit

### Lehrbücher
- C. G. Meyer: Tropenmedizin: Infektionskrankheiten. 3. Auflage. Landsberg 2018, ISBN 978-3-609-16512-7.
- W. Lang, Th. Löscher: Tropenmedizin in Klinik und Praxis. 3. Auflage. Stuttgart 2000, ISBN 3-13-785803-8.
- Gordon C. Cook, Alimuddin I. Zumla (Hrsg.): Manson’s Tropical Diseases. 21. Auflage. London 2002, ISBN 0-7020-2640-9.
- Horst S. H. Seifert: Tropentierhygiene. Jena / Stuttgart 1992, ISBN 3-334-60379-2.
- Jürgen Knobloch (Hrsg.): Tropen- und Reisemedizin. Gustav Fischer, Jena / Stuttgart 1996, ISBN 3-437-31076-3.
- David Werner: Where There Is No Doctor. Hesperian Health Guides (in tropischen Entwicklungsländern sehr verbreitetes Handbuch, das medizinische Laien zur Selbsthilfe anleitet).

### Geschichte der Kolonial- und Tropenmedizin
- Walter Bruchhausen: Globale Gesundheit im kolonialen Zeitalter: Die Expansion europäischer Medizin. In: Europäische Geschichte Online, hrsg. vom Institut für Europäische Geschichte (Mainz), 2019; abgerufen am 11. März 2021; d-nb.info (PDF; 6,2 MB).
- Wolfgang U. Eckart: Die Anfänge der deutschen Tropenmedizin: Die Gründung des Hamburger Instituts für Schiffs- und Tropenkrankheiten. In: Heinz Schott (Hrsg.): Meilenstein der Medizin. Harenberg, Dortmund 1996, S. 411–418, 630 und 662.
- Wolfgang U. Eckart: Medizin und Kolonialimperialismus: Deutschland 1884–1945. Paderborn / München / Wien / Zürich 1997, ISBN 3-506-72181-X.
- Roy MacLeod, Milton Lewis (Hrsg.): Disease, medicine, and empire. Perspectives on western medicine and the experience of European expansion. London / New York 1988, ISBN 0-415-00685-6.
- Mark Harrison: Public health in British India. Anglo-Indian preventive medicine 1859–1914. Cambridge 1995, ISBN 0-521-46688-1.
- Alex McKay: Their Footprints Remain. Biomedical Beginnings Across the Indo-Tibetan Frontier. Amsterdam 2007, ISBN 978-90-5356-518-6 (Volltext)
- David Arnold (Hrsg.): Warm Climates and Western Medicine: The Emergence of Tropical Medicine, 1500-1900. Amsterdam / Atlanta 1996, ISBN 90-5183-911-1.
- Angela von den Driesch, Joris Peters: Geschichte der Tiermedizin. 2. Auflage. Stuttgart 2003, ISBN 3-7945-2169-2.
- Roy Porter: Die Kunst des Heilens. Eine medizinische Geschichte der Menschheit von der Antike bis heute. Heidelberg / Berlin 2003, ISBN 3-8274-1454-7 (Kapitel Tropenmedizin und weltweite Krankheiten, S. 465–494).
- Gisela Graichen, Horst Gründer: Deutsche Kolonien. Traum und Trauma. Berlin 2007, ISBN 978-3-548-36940-2.
- Thomas D. Brock: Robert Koch: A life in Medicine and Bacteriology, Berlin / Heidelberg / New York 1988, ISBN 3-540-19344-8 (Kapitel Africa Years: Robert Koch’s Research in Tropical Medicine, S. 237–266).
- Johannes W. Grüntzig, Heinz Mehlhorn: Expeditionen ins Reich der Seuchen. Medizinische Himmelfahrtskommandos der deutschen Kaiser- und Kolonialzeit. München 2005, ISBN 3-8274-1622-1.
- Sven Tode: Forschen – Heilen – Lehren: 100 Jahre Hamburger Tropeninstitut. Hamburg 2000, ISBN 3-921762-02-2.
- Eike Pies: Willem Piso (1611–1678) – Begründer der kolonialen Medizin und Leibarzt des Grafen Johann Moritz von Nassau-Siegen in Brasilien. Düsseldorf 1981, ISBN 3-923130-02-3.

### Fachzeitschriften
- Acta Tropica
- Tropical Medicine & International Health
- PLoS Neglected Tropical Diseases
- American Journal for Tropical Medicine and Hygiene
- Transactions of the Royal Society for Tropical Medicine and Hygiene